# Ерко Тиугяс
Ерко Йонне Тиугяс (ест. Erko Jonne Tõugjas, нар. 5 липня 2003, Таллінн, Естонія) — естонський футболіст, центральний захисник клубу «Флора» та національної збірної Естонії.

## Ігрова кар'єра

### Клубна
Ерко Тиугся є вихованцем футбольної академії Андреса Опера та столичного клубу «Нимме Юнайтед», у складі якого у віці 16 - ти років дебютував у третьому дивізіоні чемпіонату Естонії у 2019 році. У вересні 2020 року футболіст проходив стажування в англійському «Тоттенгем Готспур».
Перед початком сезону 2021 року Тиугяс перейшов до талліннської «Флори». Свою першу  у вищому дивізіоні захисник провів 29 серпня 2021 року. Другу половину сезону 2022 року футболіст провів в оренді в столичному клубі «Легіон».

### Збірна
З 2018 року Ерко Тиугяс виступав за юнацькі та молодіжну збірну Естонії.
8 січня 2023 року у товариському матчі проти команди Ісландії Тиугяс дебютував у складі національної збірної Естонії.

## Титули
Флора
 Чемпіон Естонії: 2023
 Переможець Суперкубка Естонії: 2024